# Rhizopogon vinicolor
Rhizopogon vinicolor A.H. Sm. – gatunek grzybów z rodziny piestrówkowatych.

## Systematyka i nazewnictwo
Pozycja w klasyfikacji według Index Fungorum: Rhizopogonaceae, Boletales, Agaricomycetidae, Agaricomycetes, Agaricomycotina, Basidiomycota, Fungi.
Po raz pierwszy takson ten opisał w roku 1966 Alexander Hanchett Smith i nadana przez niego nazwa naukowa jest aktualna.

## Morfologia
Bazydiokarp
Kulisty lub nieregularny, o średnicy 0,8–1,5 cm z nielicznymi ryzomorfami u podstawy. Perydium pomarańczowe, u niektórych okazów z różowymi plamkami. Gleba pomarańczowa, twarda, ale łatwa do cięcia; z małymi (0,3–0,5 mm) i labiryntowymi komorami.
Cechy mikroskopowe
Perydium o grubości do 250 µm, utworzone ze strzępek biegnących równolegle do powierzchni. Strzępki o średnicy 4,5–5 µm są szkliste do żółtawych, septowane i nierozgałęzione z licznymi czerwono-pomarańczowymi do ciemnowinnych masami pigmentowymi wzdłuż i pomiędzy strzępkami. Wśród strzępek perydium są nieliczne strzępki oleiste o średnicy 2,5–4 µm. Trama o grubości 60 µm, utworzona z luźno splecionych, galaretowato-refrakcyjnych, septowanych, cienkościennych i rozgałęzionych strzępek o średnicy 4,5–5 µm. Subhymenium cienkie (do 20 µm wysokości), zbudowane z wielokątnych komórek o wymiarach do 11 × 5,5 µm. Brachybazydiole pęcherzykowe, 8–23 × 5,5–7 m, cienkościenne. Podstawki cylindryczne, 18–23 × 5,5–7 µm z 2 lub 4 ssterygmami. Bazydiospory 5,2–7,5 × 2,6–3,8 µm od elipsoidalnych do jajowatych, ze ściętą podstawą, i jedną lub dwoma gutulami.
Reakcje barwne
Perydium: pod działaniem KOH czerwonawo-pomarańczowe do ciemnowinnego, FeSO4, odczynnik Melzera – bez zmian.

## Występowanie
Najwięcej stanowisk Rhizopogon vinicolor podano w Ameryce Północnej, poza nią nieliczne w Europie, Azji, Australii i na wyspach Oceanu Indyjskiego. Brak go w opracowanym w 2003 r. przez Władysława Wojewodę wykazie wielkoowocnikowych grzybów podstawkowych Polski, jego stanowiska w Polsce po raz pierwszy podano w 2012 r.
Grzyby podziemne, mykoryzowe występujące głównie pod sosnami i jodłami.